# 新松島村
新松島村（しんまつしまむら）は、かつて新潟県中蒲原郡にあった村。1901年11月1日の合併によって消滅し、現在は新潟市東区の一部となっている。
以下の記述は合併直前当時の旧新松島村に関しての記述であり、現在では名称等が異なる場合がある。なお、ここに記述されていない内容に関しては新潟市などの記事を参照。

## 沿革
- 1898年（明治31年）2月4日 - 中蒲原郡松島村の大字津島屋・松崎・河渡新田が分立し、中蒲原郡新松島村が発足。
- 1901年（明治34年）11月1日 - 中蒲原郡三箇村、日本岡村と合併して、 大形村となり消滅。